# Klaudia Pielesz

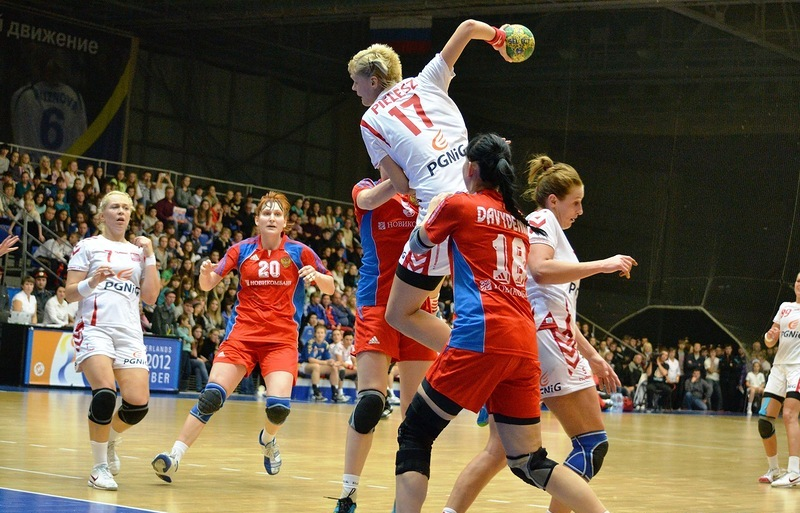
Klaudia Pielesz w barwach reprezentacji Polski (2011)

Klaudia Pielesz (ur. 25 października 1988 w Jastrzębiu-Zdroju) – polska piłkarka ręczna, rozgrywająca, od 2017 zawodniczka Zagłębia Lubin. Mistrzyni Polski i reprezentantka kraju, uczestniczka mistrzostw świata (4. miejsce w 2015) i Europy. Królowa strzelczyń mistrzostw Europy U-19 w Turcji (2007; 56 bramek).

## Kariera sportowa
Wychowanka UKS-u ROMI Jastrzębie-Zdrój, z którym w 2001 zdobyła mistrzostwo Polski młodziczek. Następnie występowała w Pogoni Żory, natomiast w latach 2004–2007 była uczennicą Szkoły Mistrzostwa Sportowego w Gliwicach, grając w jej barwach w I lidze (najlepsza strzelczyni SMS-u w sezonie 2006/2007 – 94 gole). W latach 2007–2014 reprezentowała barwy Zagłębia Lubin (od stycznia do listopada 2012 przerwa macierzyńska). Z lubińskim klubem wywalczyła w sezonie 2010/2011 mistrzostwo Polski, ponadto zdobyła pięć srebrnych medali (2009, 2010, 2012, 2013, 2014) i jeden brązowy (2008), a także sięgnęła po trzy Puchary Polski. W latach 2014–2017 była zawodniczką klubów niemieckich: SG BBM Bietigheim (dla którego zdobyła 62 bramki w sezonie 2014/2015) i Frisch Auf Göppingen. W 2017 powróciła do Zagłębia Lubin.
Podczas mistrzostw Europy U-19 w Turcji (2007) wystąpiła w siedmiu meczach, w których zdobyła 56 bramek, zostając królową strzelczyń turnieju.
W reprezentacji Polski seniorek zadebiutowała 3 listopada 2006 w towarzyskim spotkaniu z Włochami. W 2007 uczestniczyła w mistrzostwach świata we Francji, zdobywając 19 goli w siedmiu meczach. Wystąpiła również w mistrzostwach świata w Danii (2015; 4. miejsce), w których rzuciła cztery bramki. Na mistrzostwach Europy w Chorwacji i na Węgrzech (2014) zdobyła jednego gola (grała najmniej ze wszystkich reprezentantek Polski).

## Sukcesy

### Zagłębie Lubin
- Mistrzostwo Polski: 2010/2011
- Puchar Polski: 2008/2009, 2010/2011, 2012/2013, 2016/2017, 2018/2019

### Reprezentacja Polski
- 4. miejsce w mistrzostwach świata: 2015

### Indywidualne
- Królowa strzelczyń mistrzostw Europy U-19 w Turcji w 2007 (56 bramek)[3]